# 赫羅爾斯城堡球場
赫羅爾斯城堡球場（荷蘭語：De Grolsch Veste，荷蘭語發音：[də ˈɣrɔls ˌfɛstə]），前稱阿爾克球場（荷蘭語：Arke Stadion，荷蘭語發音：[ˈɑrkə ˌstaːdijɔn]），一座位於荷蘭恩斯赫德的足球場。現為荷蘭球會川迪的主場。
球場能容納30,205名觀眾，並設有地底發熱裝置。球場曾舉辦2017年歐洲女子足球錦標賽決賽。